# Педро Фернандес де Кастро (Потестад)
Педро Фернандес де Кастро Потестад, также известный как Педро Фернандес де Фуэнтекалада (исп. Pedro Fernández de Castro «Potestad»; ок. 1115—1184) — испанский дворянин и член дома Кастро, первый великий магистр Ордена Сантьяго (1170—1184), основатель монастыря Санта-Крус-де-Валькарсель.

## Биография

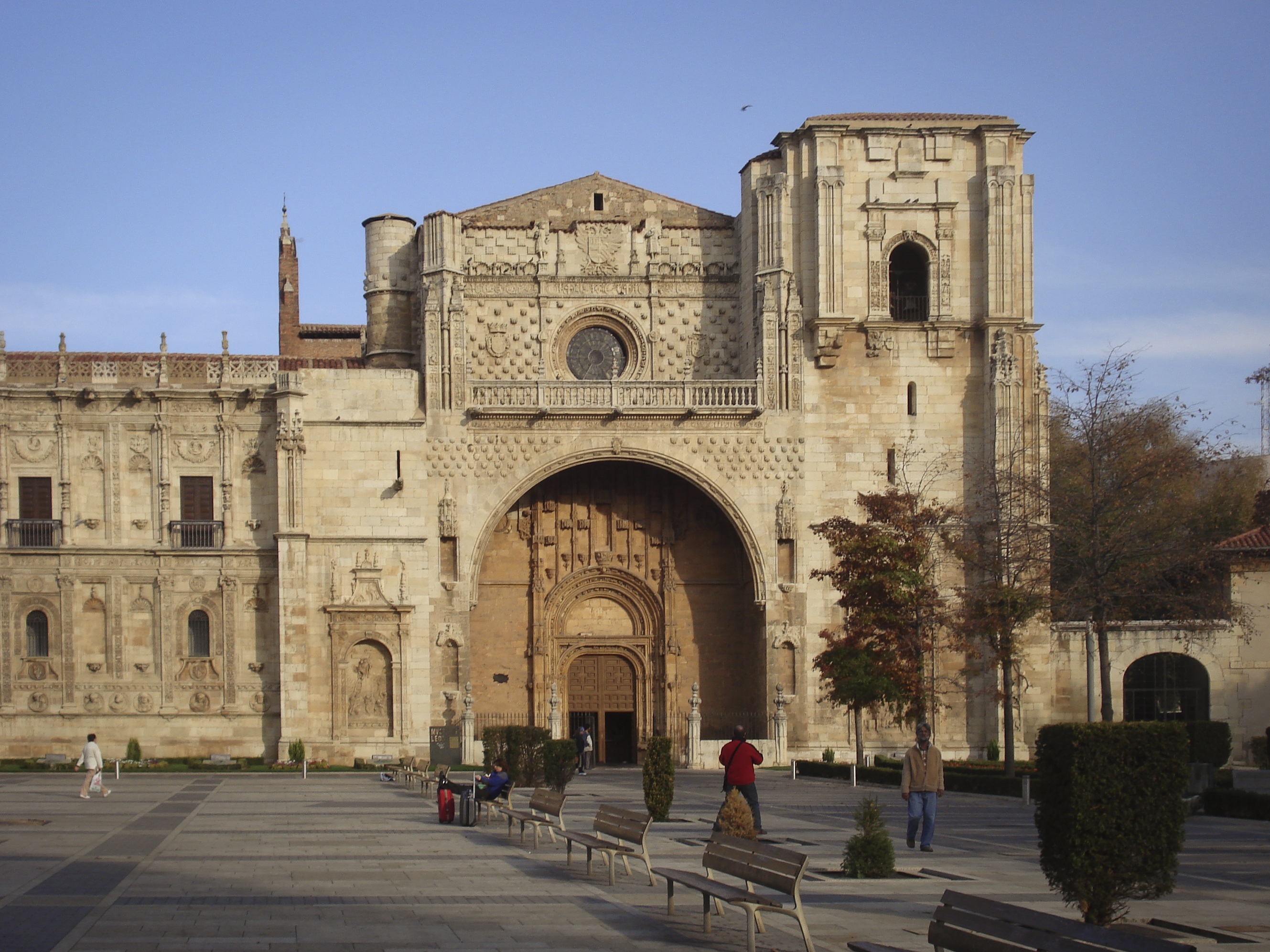
Монастырь Сан-Маркос в Леоне, где был похоронен первый магистр Ордена Сантьяго Педро Фернандес де Кастро

Один из двух сыновей Фернандо Гарсии де Ита, основателя могущественной семьи Кастро, от его второй жены Эстефании Эрменгол (? — 1143), дочери Эрменгола V, графа Урхельского.
Педро Фернандес де Кастро сражался в армии короля Леона и Кастилии Альфонсо VII при завоевании Аурелии и Альхарильи в современном районе Санта-Крус-де-ла-Сарса. Позднее, в 1146 году, он участвовал в дальнейших военных кампаниях, оказывая помощь в оккупации Баэсы и высадке десанта в Альмерии. Эти действия были важной частью общей военной кампании, поскольку они опустошили мавританский флот и в значительной степени вывели арабов из войны в целом.
Позднее, во время крестового похода в Святую Землю, Педро Фернандес де Кастро решил создать новый военный орден, посвященный защите гробницы апостола Иакова и защите Пути Святого Иакова.
4 августа 1165 года Педро вместе со своей женой, сестрой Урракой и детьми подарил аббату Мигелю дом в Санта-Крус-де-Валькарсель с целью основания монастыря, посвященного принципам ордена. Это пожертвование было подтверждено братьями его жены Нуньо и Альваро Перес де Ларой, а также Гомесом Гонсалесом де Мансанедо, мужем невестки Педро Милии Перес де Лара, а также его братьями и другими членами семьи Кастро. Позже в том же году, в возрасте 50 лет, Педро Фернандес официально основал Орден Сантьяго в городе Касерес. Дух ордена зародился во времена нашествия Альмохадов и находится под влиянием рыцарей-тамплиеров, с которыми Педро познакомился в Святой Земле. Его жена и дочь впоследствии стали монахинями в монастыре Санта-Крус-де-Валькарсель.
Франсиско де Радес-и-Андрада в своих хрониках военных орденов записывает смерть Педро в 1184 году, когда он был похоронен в главной часовне монастыря Сан-Маркос в Леоне.

## Брак и потомство
Педро Фернандес женился на Марии Перес де Лара, дочери графа Педро Гонсалеса де Лара (? — 1130), с которой у него были следующие дети:
- Фернандо Перес де Кастро, известный как «Потестад». Женат на Терезе Бермудес, имел детей[2].
- Гомес Перес де Кастро, тененте территории Сантульян[1].
- Эйло Перес де Кастро, первая настоятельница монастыря Санта-Крус-де-Валькарсель.
- Мария Перес де Кастро, также известная как Мария де Арагон[1]
- Милия Перес де Кастро[1].